# باج قلعه

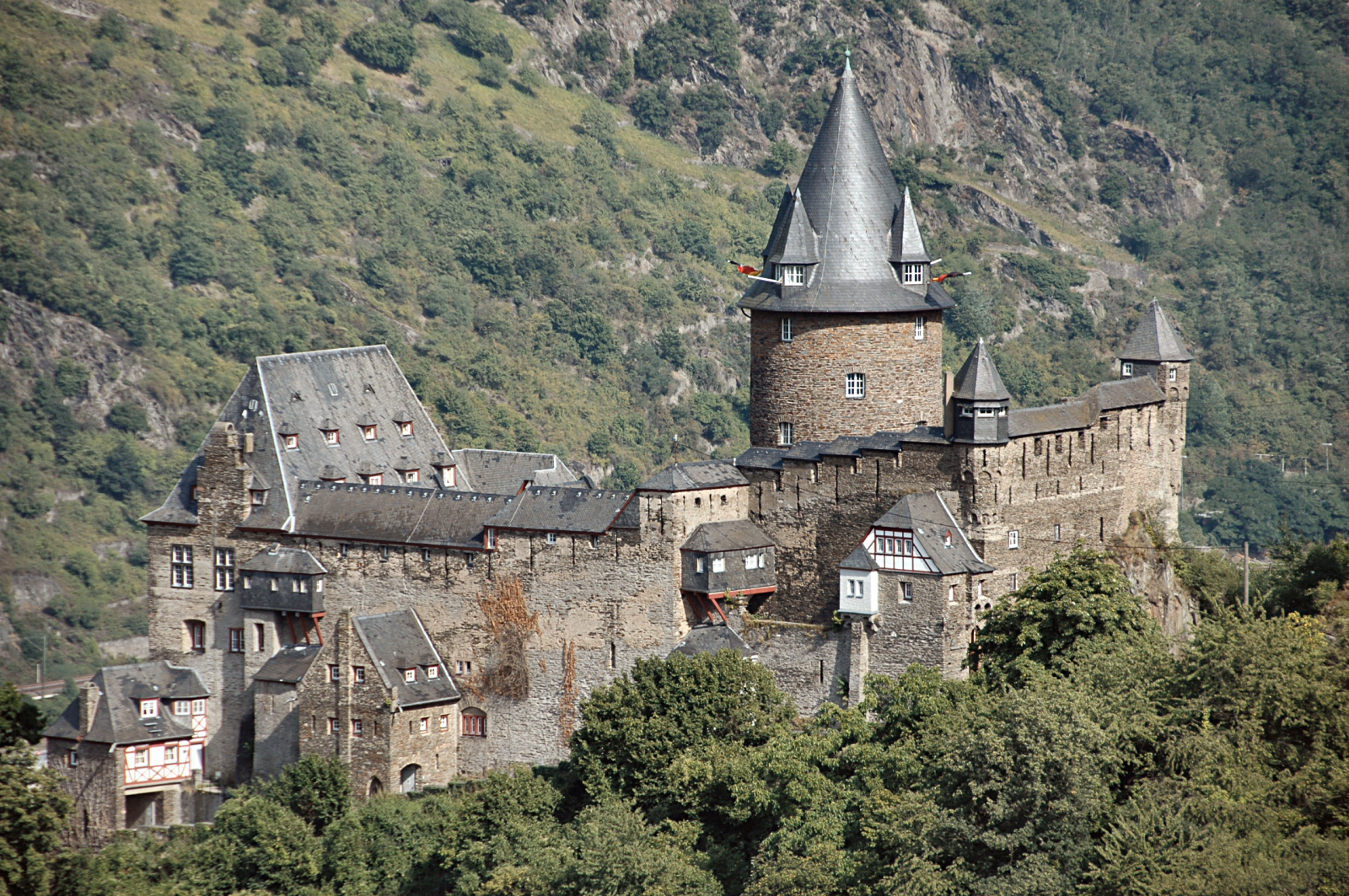
یک باج قلعه در استالک

باج قلعه (آلمانی: Zollburg) عنوان قلعه‌های دوران قرون وسطی و عصر جدید نخستین می‌باشد که برای کنترل عبور و مرور و محافظت از افراد حاضر در پست‌های نگهبانی یا مرزداران ایجاد می‌گردید. به طور کلی در دوران امپراتوری مقدس روم ایجاد و اهمیت ویژه‌ای یافتند. باج قلعه‌ها همیشه در مجاورت یک مسیر تجاری دور افتاده و مرزی و گاهی هم در گردنه کوهستان ایجاد می‌گردیدند. در راین میانه هم تعداد بسیار زیادی از این قلعه‌ها وجود داشت و به دلیل اینکه در این مناطق اغلب خدمات گمرکی ارائه می‌گردید یا باج مسیر گرفته می‌شد این قلعه‌ها به همین نام مشهور گشتند.